# 小行星5051
小行星5051（5051 Ralph）是一颗围绕太阳公转的小行星。1984年9月24日，波爾·延森在霍尔拜克发现了此天体。
这颗小行星的绝对星等为48.86114等。